# Bystropogon
Bystropogon es un género de plantas de la familia de las Lamiáceas.  Es originario de Macaronesia. Comprende 44 especies descritas y de estas, solo 11 aceptadas.

## Descripción
Las especies de Bystropogon se diferencian dentro de Lamiaceae por sus hojas simples y por sus flores diminutas, que se disponen en verticilastros más o menos globulares. En cada flor hay cuatro estambres fértiles y la corola es bilobulada, blanca o rosada. 

## Taxonomía
El género fue descrito por Charles Louis L'Héritier de Brutelle y publicado en Journal of Botany, British and Foreign 66: 141. 1928. La especie tipo es: Dicrocaulon pearsonii N.E. Br.  
Etimología
Bystropogon nombre genérico que podría derivar del griego bystros, que significa "cerrado" y pogon, que significa "barba", haciendo referencia a que la corola de las flores está recubierta de pelos.

## Especies aceptadas
A continuación se brinda un listado de las especies del género Bystropogon aceptadas hasta septiembre de 2014, ordenadas alfabéticamente. Para cada una se indica el nombre binomial seguido del autor, abreviado según las convenciones y usos.	
1. Bystropogon × beltraniae La Serna - Tenerife   (B. canariensis var. smithianus × B. plumosus)
2. Bystropogon canariensis (L.) L'Hér. - Canary Islands
3. Bystropogon maderensis Webb & Berthel. - Madeira
4. Bystropogon mandoniana Epling
5. Bystropogon odoratissimus Bolle - Tenerife
6. Bystropogon origanifolius L'Hér. - Canary Islands
7. Bystropogon plumosus (L.f.) L'Hér. - Tenerife
8. Bystropogon punctatus L'Hér. - Madeira
9. Bystropogon × schmitzii (Menezes) Menezes - Ribiero Frio in Madeira    (B. maderensis × B. punctatus)
10. Bystropogon × serrulatus Webb & Berthel - Gran Canaria   (B. canariensis × B. origanifolium var. canariae)
11. Bystropogon wildpretii La Serna - La Palma